# مقاطعة كومانتشي (أوكلاهوما)
مقاطعة كومانتشي (بالإنجليزية: Comanche County)‏ هي إحدى مقاطعات ولاية أوكلاهوما في الولايات المتحدة الأمريكية.